# Lebæk (å)
Lebæk (på tysk Lehbekerau) er et vandløb i det nordøstlige Angel i Sydslesvig syd for den dansk-tyske grænse. Åen udspringer et sted mellem Vippetorp og Stangled i Eskeris kommune, bugter sig derefter gennem landskabet mellem de to skovområder Storkobbel (jysk/angeldansk Sturkåffel, ty. Großkoppel) og Kors (tysk Krüz el. Kreutz) syd for Runtoft gods, passerer skoven Holmkær, løber derefter mod nord igennem en skovklædt lavning i terrænet vest for Damhale (ty. Dammhall), krydser ved landsbyen Lebæk nordvejen (B 199) og munder ved Lebækeng som biflod ud i Gaardvang Å (Garwangau), som efter få km ved Vakkerballe munder ud i Gelting Bugt. Kort før udmundingen passerer åen en lille sil (≈digesluse). Lebækken har en længde på ca. 7,5 km, 1,2 km er i dag rørlagt.